# Saison 4 de South Park
Chronologie
Saison 3 Saison 5
Cet article présente le guide des épisodes de la quatrième saison de la série télévisée South Park.

## Épisodes
| № | #  | Titre                                                                        | Réalisation  | Scénario                                     | Première diffusion |
| --- | -- | ---------------------------------------------------------------------------- | ------------ | -------------------------------------------- | ------------------ |
| 49 | 1  | La Petite Fée des dents The Tooth Fairy's Tats 2000                          | Trey Parker  | Trey Parker                                  | 5 avril 2000       |
| Cartman reçoit deux dollars de la part de la fée des dents. Un plan malsain lui vient alors en tête… |    |                                                                              |              |                                              |                    |
| 50 | 2  | L'Inqualifiable Crime de haine de Cartman Cartman's Silly Hate Crime 2000    | Trey Parker  | Trey Parker & Matt Stone & Nancy M. Pimental | 12 avril 2000      |
| Les garçons sont défiés à la luge par les filles. Malheureusement, Cartman, qui faisait avancer la luge par son poids, est envoyé en maison de correction pour avoir commis un crime de haine envers Token en lui lançant une pierre car il l'avait insulté…    |    |                                                                              |              |                                              |                    |
| 51 | 3  | Timmy Timmy 2000                                                             | Trey Parker  | Trey Parker & Matt Stone                     | 19 avril 2000      |
| Le nouvel élève Timmy ne fait pas ses devoirs. Mr Garrison l'envoie chez la Principal Victoria qui s'en remet à un médecin. On lui diagnostique un déficit aigu de l'attention (DAA)…                                                                           |    |                                                                              |              |                                              |                    |
| 52 | 4  | Quintuplés contorsionnistes Quintuplets 2000                                 | Trey Parker  | Trey Parker                                  | 26 avril 2000      |
| Des quintuplés et leur grand-mère se retrouvent chez Stan une nuit mais, à la mort de celle-ci, les quintuplés se retrouvent orphelines et hésitent à rester aux États-Unis ou à retourner dans leur pays: la Roumanie…                                         |    |                                                                              |              |                                              |                    |
| 53 | 5  | Cartman s'inscrit à la NAMBLA Cartman Joins NAMBLA                           | Matt Stone   | Trey Parker & Matt Stone                     | 21 juin 2000       |
| Cartman trouve que ses amis sont trop immatures. Mephisto lui conseille de s'inscrire à la NAMBLA mais Cartman se trompe d'association… Pendant ce temps, Kenny essaye à tout prix d'empêcher ses parents de donner naissance à un futur petit frère (ou sœur). |    |                                                                              |              |                                              |                    |
| 54 | 6  | Tampons en cheveux de Cherokee Cherokee Hair Tampons                         | Eric Stough  | Trey Parker                                  | 28 juin 2000       |
| Kyle est très malade des reins. Sur les conseils de Sharon, Sheila fait appel à une guérisseuse… |    |                                                                              |              |                                              |                    |
| 55 | 7  | Chef pète les plombs Chef Goes Nanners                                       | Trey Parker  | Trey Parker                                  | 5 juillet 2000     |
| Chef est scandalisé : le drapeau de South Park est selon lui raciste. Un débat a tôt fait d'animer toute la ville avec une quantité égale de gens en faveur et en défaveur du changement de drapeau et plus de 99,8 % d'indécis.                                |    |                                                                              |              |                                              |                    |
| 56 | 8  | Un truc qu'on peut faire avec le doigt Something You Can Do with Your Finger | Trey Parker  | Trey Parker & Matt Stone                     | 12 juillet 2000    |
| Dieu a envoyé un message à Cartman : il doit fonder un boys band… |    |                                                                              |              |                                              |                    |
| 57 | 9  | Les handicapés vont-ils en enfer ? (Partie 1) Do the Handicapped Go to Hell? | Trey Parker  | Trey Parker & Matt Stone                     | 19 juillet 2000    |
| Après une séance à l'église, les enfants réfléchissent et s'aperçoivent que Timmy ne peut pas se confesser et est donc voué à rejoindre l'Enfer… |    |                                                                              |              |                                              |                    |
| 58 | 10 | Probablement ! (Partie 2) Probably                                           | Trey Parker  | Trey Parker & Matt Stone                     | 26 juillet 2000    |
| Les enfants fondent leur propre église. Cartman en est le chef, et il devient le pasteur… |    |                                                                              |              |                                              |                    |
| 59 | 11 | CM1 4th Grade                                                                | Trey Parker  | Trey Parker                                  | 8 novembre 2000    |
| Les enfants passent en CM1. Mais Mme Crockelpaf, leur nouvelle professeur, est très étrange. Ils commencent à regretter ce bon vieux Garrison… |    |                                                                              |              |                                              |                    |
| 60 | 12 | Le Super-Classeur Trapper Keeper                                             | Trey Parker  | Trey Parker                                  | 15 novembre 2000   |
| À l'arrêt de bus, Kyle montre à Stan et Kenny son super-classeur Dawson, mais lorsque Cartman arrive avec un super-classeur Dawson Ultra + Futura 2000, Kyle est immédiatement jaloux.                                                                          |    |                                                                              |              |                                              |                    |
| 61 | 13 | Thanksgiving Helen Keller! The Musical                                       | Eric Stough  | Trey Parker & Matt Stone                     | 22 novembre 2000   |
| C'est l'heure du spectacle de Thanksgiving à l'école à South Park. |    |                                                                              |              |                                              |                    |
| 62 | 14 | Pip                                                                          | Eric Stough  | Trey Parker                                  | 29 novembre 2000   |
| Pip, un jeune et pauvre orphelin, trouve un travail consistant à jouer avec une "jolie mais offensante" petite fille… |    |                                                                              |              |                                              |                    |
| 63 | 15 | Camp de régime Fat Camp                                                      | Trey Parker  | Trey Parker & Matt Stone                     | 6 décembre 2000    |
| Kenny est prêt à faire n'importe quoi pour de l'argent. Les enfants décident d'exploiter cela à leur profit. Pendant ce temps-là, Cartman part en camp de régime…                                                                                               |    |                                                                              |              |                                              |                    |
| 64 | 16 | Le Mot en « M » The Wacky Molestation Adventure                              | Trey Parker  | Trey Parker                                  | 13 décembre 2000   |
| Les enfants découvrent qu'ils peuvent virer les parents de la ville en les accusant de les « molester ». De là, des choses plutôt bizarres adviennent, tant du côté des enfants que de celui des parents…                                                       |    |                                                                              |              |                                              |                    |
| 65 | 17 | Le Cycle du caca A Very Crappy Christmas                                     | Adrien Beard | Trey Parker & Matt Stone                     | 20 décembre 2000   |
| South Park a perdu l'esprit de noël ce qui déplaît à M. Hankey. Les enfants décident de l'aider en créant un film censé les imprégner de cet esprit. |    |                                                                              |              |                                              |                    |